# 1753 en philosophie
Chronologie de la philosophie
- 1749
- 1750
- 1751
- 1752
- 1753
- 1754
- 1755
- 1756
- 1757

L’année 1753 a été marquée, en philosophie, par les événements suivants :

## Décès
- 14 janvier : George Berkeley (né le 12 mars 1685) est un philosophe et évêque anglican irlandais, souvent classé dans la famille des empiristes après John Locke et avant David Hume. Son principal apport à la philosophie fut la défense de l'immatérialisme, résumé par la formule esse est percipi aut percipere (« être c'est être perçu ou percevoir »α). Pour Berkeley, les choses qui n'ont pas la faculté de penser (les « idées ») sont perçues et c'est l'esprit (humain ou divin) qui les perçoit. La théorie de Berkeley montre que les individus peuvent seulement connaître les sensations et les idées des objets, non les abstractions comme la matière ou les entités générales. L'originalité et l'étrangeté de sa philosophie sont souvent soulignés. Jean-Louis Vieillard-Baron, qui revient sur l'influence de Berkeley sur le spiritualisme d'Henri Bergson, note que « La philosophie de Berkeley, plus même que celle de Spinoza, est une sorte d'astre errant dans l'histoire de la philosophie. C'est cette originalité absolue qui en fait l'actualité »1.